# Chodong-myeon
Chodong-myeon (koreanska: 초동면) är en socken i kommunen Miryang i provinsen Södra Gyeongsang i den sydöstra delen av Sydkorea, 280 km sydost om huvudstaden Seoul.